# The Woodlands
The Woodlands és una població dels Estats Units a l'estat de Texas. Segons el cens del 2008 tenia 61.273 habitants.

## Demografia
Segons el cens del 2000, The Woodlands tenia 55.649 habitants, 19,881 habitatges, i 15.546 famílies. La densitat de població era de 917,8 habitants per km².
Dels 19.881 habitatges en un 47,1% hi vivien nens de menys de 18 anys, en un 69,2% hi vivien parelles casades, en un 7,2% dones solteres, i en un 21,8% no eren unitats familiars. En el 19,1% dels habitatges hi vivien persones soles el 7,3% de les quals corresponia a persones de 65 anys o més que vivien soles. El nombre mitjà de persones vivint en cada habitatge era de 2,78 i el nombre mitjà de persones que vivien en cada família era de 3,21.
Per edats la població es repartia de la següent manera: un 31,8% tenia menys de 18 anys, un 5% entre 18 i 24, un 30,5% entre 25 i 44, un 25,1% de 45 a 60 i un 7,6% 65 anys o més.
L'edat mediana era de 37 anys. Per cada 100 dones de 18 o més anys hi havia 88,5 homes.
La renda mediana per habitatge era de 85.253$ i la renda mediana per família de 98.675$. Els homes tenien una renda mediana de 78.642$ mentre que les dones 38.505$. La renda per capita de la població era de 37.724$. Aproximadament el 3% de les famílies i el 4,2% de la població estaven per davall del llindar de pobresa.

## Poblacions més properes
El següent diagrama mostra les poblacions més properes.